# Давао (регион)
Давао (регион XI, англ. Davao) — один из 17 регионов Филиппин. Состоит из четырёх провинций, располагается на юго-востоке Филиппин. С юга омывается водами одноимённого залива.
Административный центр региона — город Давао.

## Провинции региона
| Провинции         | Административный центр | Население (2010) | Площадь (км²) | Плотность (на км²) |
| ----------------- | ---------------------- | ---------------- | ------------- | ------------------ |
| Восточный Давао   | Мати                   | 517 618          | 5 164,5       | 100,23             |
| Долина Компостела | Набунтуран             | 687 195          | 4 667,0       | 147,25             |
| Северный Давао    | Тагум (город)          | 945 764          | 3 463,0       | 273,11             |
| Южный Давао       | Дигос (город)          | 2 317 986        | 6 377,6       | 363,46             |